# Slaapverlamming
Slaapverlamming of slaapparalyse is een slaapstoornis. Kenmerk van slaapverlamming is dat de spieren in het lichaam vlak voor het in slaap vallen of direct na het ontwaken verlamd zijn. De verlamming kan gepaard gaan met hallucinaties (zogeheten hypnagogische waarnemingsstoornissen).
Slaapverlamming kan een symptoom zijn bij narcolepsie, echter ook mensen die niet lijden aan narcolepsie kunnen slaapverlammingen hebben. 
Verlamming van de spieren treedt normaliter op tijdens de remslaap. Alleen de oogspieren, de longen en het hart zijn dan nog actief. Deze verlamming voorkomt dat bewegingen in dromen echt uitgevoerd worden. Bij slaapverlamming bevindt de persoon zich als het ware tussen droom en waaktoestand in, waardoor deze zich niet kan bewegen en praten. Dit kan zeer beangstigend zijn voor de persoon in kwestie.

## Hallucinaties
Slaapverlamming is nauw verbonden met de remslaap, de slaapfase waarin men droomt. Hierdoor treden er tijdens de verlamming soms hallucinaties op. Het verschijnsel wordt ook in verband gebracht met slaapstoornissen (zoals slaapapneu en narcolepsie) en geestelijke of lichamelijke uitputting. Er wordt een onderscheid gemaakt tussen hypnagogische en hypnopompische hallucinaties, respectievelijk net voor het inslapen en net na het ontwaken. Dit verschijnsel kan bijzonder realistisch overkomen en gaat vaak gepaard met een extreme angst. Het kan gaan om visuele, auditieve, tactiele en gevoelsmatige gewaarwordingen. Voorbeelden van hallucinaties die relatief vaak voorkomen zijn:

### Gevoelsmatig
- Het zich volledig niet kunnen bewegen. Slechts de ogen kunnen bewogen worden. Zelfs de snelheid van de ademhaling is niet onder controle
- De gewaarwording van een meestal onzichtbare, vaak kwaadaardige “aanwezigheid” in de kamer
- Het gevoel niet of nauwelijks te kunnen ademen
- Een druk/gewicht op de borst
- Ten gevolge van paniek kan een oncontroleerbaar gevoel van angst optreden. Door zich bewust te worden/zijn van de situatie (men weet wat men overkomt indien het niet de eerste keer is) kan men het angstgevoel/paniek verminderen tot nul. Hiermee is een sneller "ontwaken" mogelijk.
- Het vallen, omhoog getild worden of omrollen zonder dat dit daadwerkelijk gebeurt
- Spierkrampen in de voet en onderbeen tijdens en na het ontwaken.

### Auditief
- Voetstappen
- Stemmen
- Kloppingen
- Gezoem, gerinkel, geruis, geschreeuw … soms in combinatie met een gevoel van tinteling of vibratie door het lichaam heen

### Tactiel
- Gevoel van aanraking
- Een pijnlijk gevoel in het hoofd
- Eventueel stekende pijnen (krampen) in de rug, benen, voeten en armen
- Gewrichtspijnen

### Visueel
- De aanwezigheid van iemand waarnemen (vaak een zwarte schim, maar kan ook een gedetailleerd wezen zijn)
- Het opengaan van deuren en dergelijke
- Voorwerpen uit de droom waarnemen
- Het zien van lichtverschijnselen waardoor de persoon in kwestie niet de mogelijkheid heeft om te weten of het dag of nacht is
- Na meerdere ervaringen kan men zich bewust worden dat men droomt (lucide dromen) en "besluiten" wakker te worden.

## Medicamenteuze behandeling
Verondersteld wordt dat het antipsychoticum Risperidon (Risperdal®) effectief is in de bestrijding van slaapverlamming, waarschijnlijk door zijn antihallucinatoire werking. Dit is een medicijn dat doorgaans voor schizofrenie wordt gebruikt. Het heeft mogelijk effect op slaapverlamming indien hallucinaties veelvuldig optreden. Tevens zijn er aanwijzingen dat ook andere psychofarmaca effectief kunnen zijn, hoewel het nadeel daarvan is dat ze de slaap/waakcyclus nadelig kunnen beïnvloeden. Het gebruik van GABA-B medicamenten zoals baclofen en Lyrica® (pregabaline) schijnt de kans op slaapverlamming te vergroten.

## Zelfbehandeling
Om de lengte van een slaapverlammingsperiode te verminderen, kan men proberen armen of benen alsnog te bewegen. Dit is mogelijk indien men een angst of paniekgevoel weet te voorkomen (zie onder "gevoelsmatig"). Concentratie om slechts één arm of been krachtig te willen bewegen leidt tot een direct uit de verlammende toestand komen . Kleinere bewegingen zoals één vinger bewegen en slikken kunnen ook helpen . Snel met de ogen heen en weer bewegen lukt ook aangezien deze niet verlamd zijn. Om te voorkomen dat men terugvalt in een slaapverlamming, wordt aangeraden om een tijdje wakker te blijven voordat men opnieuw gaat slapen en een andere positie in bed aan te nemen (door bijvoorbeeld op de zij te gaan liggen in plaats van de rug). Indien men krampen in de voet of heeft na het ontwaken kan men dit verhelpen door op de bal van de voet te gaan staan en enige druk uit te oefenen tot de, doorgaans pijnlijke krampen zijn verdwenen. Als men zich in de slaap bewust is (lucide) van de verlamming kan kan men zich doen ontwaken en eventueel aan de droomfiguren vragen om hulp bij de verlamming waardoor men zich bewust wordt dat het "slechts" een illusie is . Zich verzetten tegen de verlamming versterkt de ervaring en vergroot de kans op een langdurige droom en eventuele pijn na het ontwaken.
Het beste is om rustig te blijven, maar dit is niet makkelijk. Hoe vaker men een slaapverlamming meemaakt, hoe beter men het kan herkennen. Rustig blijven, niet verzetten en tegen jezelf herhalen dat het overgaat kunnen helpen tegen de angst .

## Slaapverlamming in literatuur en kunst
Je dors – longtemps – deux ou trois heures – puis un rêve – non – un cauchemar m'étreint. Je sens bien que je suis couché et que je dors ... je le sens et je le sais ... et je sens aussi que quelqu'un s'approche de moi, me regarde, me palpe, monte sur mon lit, s'agenouille sur ma poitrine, me prend le cou entre ses mains et serre ... serre ... de toute sa force pour m'étrangler.

Moi, je me débats, lié par cette impuissance atroce, qui nous paralyse dans les songes ; je veux crier, – je ne peux pas ; – je veux remuer, – je ne peux pas ; – j'essaie, avec des efforts affreux, en haletant, de me tourner, de rejeter cet être qui m'écrase et qui m'étouffe, – je ne peux pas !

Et soudain, je m'éveille, affolé, couvert de sueur. J'allume une bougie. Je suis seul.

Après cette crise, qui se renouvelle toutes les nuits, je dors enfin, avec calme, jusqu'à l'aurore.

(Uit: "Le Horla", Guy de Maupassant)
Zo beschrijft Maupassant dit verschijnsel in "Le Horla". Slaapverlamming wordt wel vaker behandeld in kunst en literatuur, want hoewel het om een relatief onbekend begrip gaat, heeft het inmiddels al heel wat creatieve geesten geïnspireerd. Zo zegt Mercutio in het eerste bedrijf van Romeo and Juliet van Shakespeare het volgende over het Old Hagfenomeen:
This is the hag, when maids lie on their backs,

That presses them, and learns them first to bear,

Making them women of good carriage.

(Uit: "Romeo and Juliet", Shakespeare)
In de kunst zijn vooral de schilderijen van Johann Heinrich Füssli die overweldiging door een demon (incubus) als thema hebben bekend. “De nachtmerrie” toont een slachtoffer verstijfd liggend op haar rug, terwijl een kwaadaardig uitziende demon op haar borst zit.

## Slaapverlamming als verklaring voor paranormale ervaringen
De hallucinaties die tijdens slaapverlamming kunnen optreden, komen vaak zeer realistisch over. Mensen die geen kennis hebben over deze slaapstoornis, kunnen denken dat ze een paranormale ervaring gehad hebben. Om die reden zou slaapverlamming een verklaring kunnen zijn voor verschillende paranormale fenomenen, zoals uittredingen en ‘ontvoeringen door buitenaardse wezens. 

### Uittredingen
Bij een uittreding of ‘buiten het lichaam ervaring’ heeft men het gevoel dat de geest tijdelijk het lichaam verlaat. Men zweeft dan meestal boven het bed en kijkt neer op het lichaam, dat nog op het bed ligt. Dit wordt vaak gezien als een paranormaal fenomeen. Hypnagogische en hypnopompische hallucinaties zijn mogelijk wetenschappelijke verklaringen voor dit verschijnsel. Dit is vooral een verklaring voor de onbewuste uittreding, die iedereen op deze wijze kan overkomen. Een waarschijnlijke wetenschappelijke verklaring hiervoor is een storing in de afstemming van de hersenactiviteit en spierspanning. De storing zorgt ervoor dat de spierspanningverhoging te laat wordt ingezet: men is wakker geworden vanuit een ondiepe slaap, waardoor de hersenactiviteit al hoog is, maar de spierspanning nog niet. De interpretatie van deze afwijkende fysieke sensaties resulteert in het geloof uit het lichaam te zijn. Tegenwoordig wordt er onderzoek gedaan naar dit verschijnsel in de neurowetenschappen.

### De incubus en succubus
Een specifieke hallucinatie komt opmerkelijk vaak voor: het gevoel dat er een demonisch wezen op de borst zit die de persoon probeert te verstikken. Dit wordt ook wel het “Old Hagsyndroom” genoemd. Mogelijk is de legende van de incubus voortgevloeid uit hallucinaties tijdens slaapverlamming. De incubus was een mannelijke demon die ’s nachts op de borst van vrouwen kwam zitten, vaak om hen te verkrachten. De vrouwelijke variant van de incubus is de succubus. Men vindt de legende van de incubus terug in verschillende culturen. Mensen die zeggen dat ze de demon hebben waargenomen en omschrijven deze als een grote kwaadaardige zwarte geest.

### Ontvoeringen door buitenaardse wezens
In de Verenigde Staten van Amerika worden regelmatig gevallen gemeld van ontvoeringen door buitenaardse wezens (‘alien abductions’). Deze ontvoeringen vinden volgens getuigenissen vaak plaats in de slaapkamer, na het ontwaken. De slachtoffers zijn meestal volledig verlamd terwijl het gebeurt. Ook hier zijn gelijkenissen te zien met hypnopompische hallucinaties. De incubi, waarover men tijdens de Middeleeuwen vaak hallucineerde vanwege de angst voor demonen en heksen, hebben mogelijk plaatsgemaakt voor een moderne invulling: ontvoeringen door buitenaardse wezens.